# Patrica

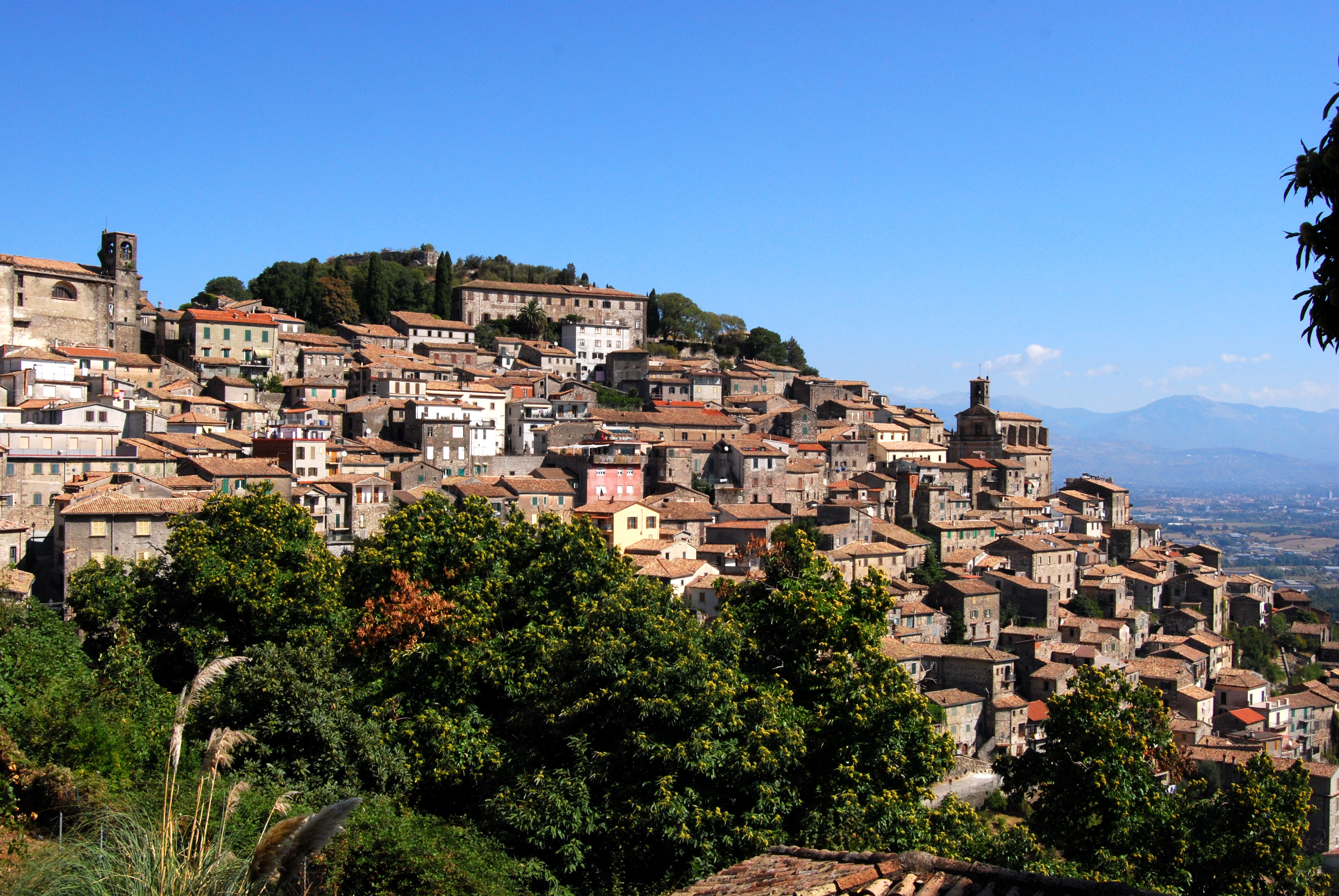
Patrica

Patrica is een gemeente in de Italiaanse provincie Frosinone (regio Latium) en telt 3035 inwoners (31-12-2004). De oppervlakte bedraagt 27,0 km², de bevolkingsdichtheid is 108 inwoners per km².

## Demografie
Patrica telt ongeveer 1199 huishoudens. Het aantal inwoners steeg in de periode 1991-2001 met 6,5% volgens cijfers uit de tienjaarlijkse volkstellingen van ISTAT.
| Jaar | Inwoneraantal |
| ---- | ------------- |
| 1991 | 2738          |
| 2001 | 2915          |

## Geografie
De gemeente ligt op ongeveer 450 m boven zeeniveau.
Patrica grenst aan de volgende gemeenten: Ceccano, Frosinone, Giuliano di Roma, Supino.
Acquafondata · Acuto · Alatri · Alvito · Amaseno · Anagni · Aquino · Arce · Arnara · Arpino · Atina · Ausonia · Belmonte Castello · Boville Ernica · Broccostella · Campoli Appennino · Casalattico · Casalvieri · Cassino · Castelliri · Castelnuovo Parano · Castro dei Volsci · Castrocielo · Ceccano · Ceprano · Cervaro · Colfelice · Colle San Magno · Collepardo · Coreno Ausonio · Esperia · Falvaterra · Ferentino · Filettino · Fiuggi · Fontana Liri · Fontechiari · Frosinone · Fumone · Gallinaro · Giuliano di Roma · Guarcino · Isola del Liri · Monte San Giovanni Campano · Morolo · Paliano · Pastena · Patrica · Pescosolido · Picinisco · Pico · Piedimonte San Germano · Piglio · Pignataro Interamna · Pofi · Pontecorvo · Posta Fibreno · Ripi · Rocca d'Arce · Roccasecca · San Biagio Saracinisco · San Donato Val di Comino · San Giorgio a Liri · San Giovanni Incarico · San Vittore del Lazio · Sant'Ambrogio sul Garigliano · Sant'Andrea del Garigliano · Sant'Apollinare · Sant'Elia Fiumerapido · Santopadre · Serrone · Settefrati · Sgurgola · Sora · Strangolagalli · Supino · Terelle · Torre Cajetani · Torrice · Trevi nel Lazio · Trivigliano · Vallecorsa · Vallemaio · Vallerotonda · Veroli · Vicalvi · Vico nel Lazio · Villa Latina · Villa Santa Lucia · Villa Santo Stefano · Viticuso
1. ↑  https://demo.istat.it/?l=it.